# Нюкгейт

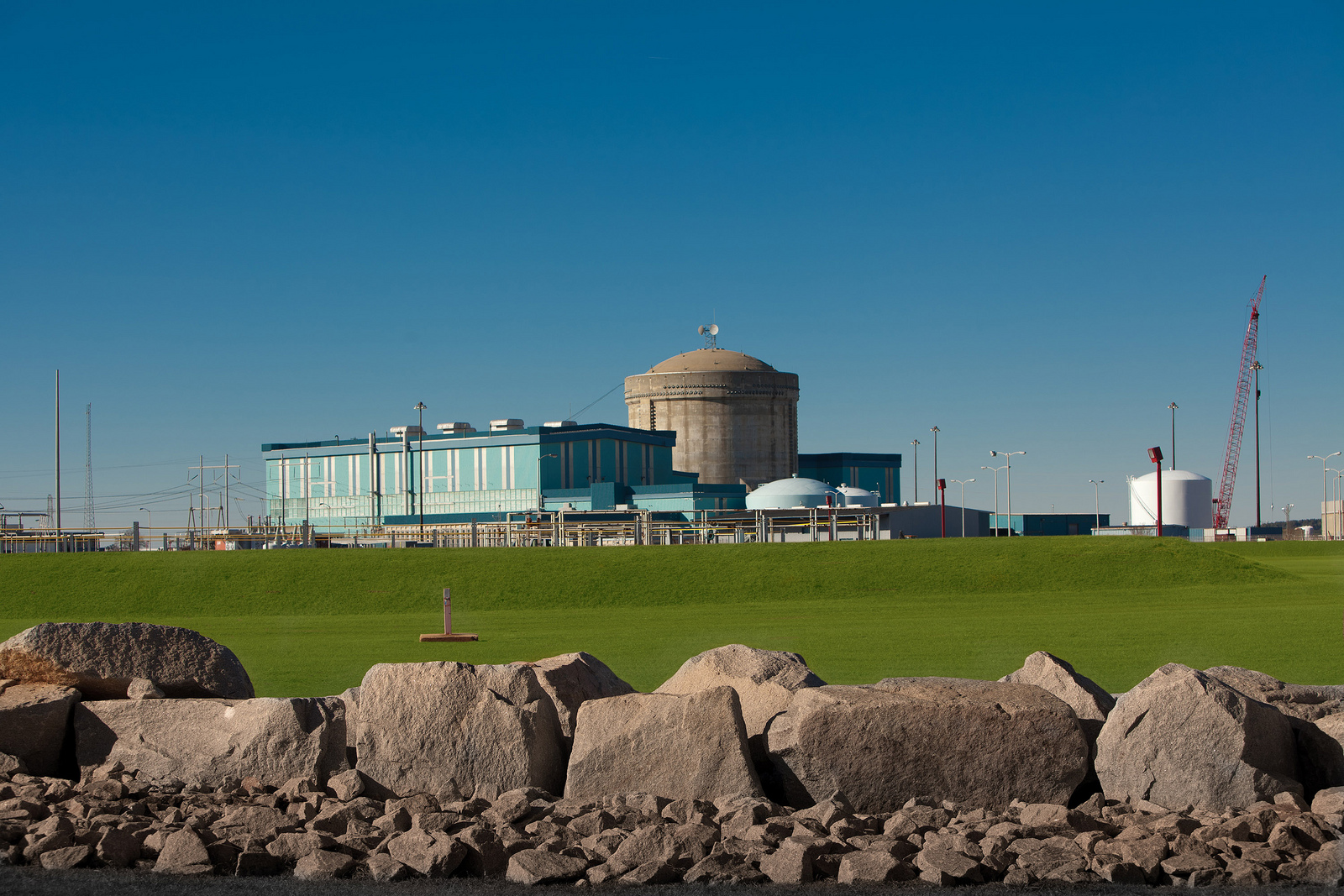
АЭС «Вирджил Саммер» в 2013 году

Нюкгейт (Nukegate) — политический и юридический скандал, возникший в 2017 году в результате отказа от проекта расширения АЭС «Вирджил Саммер» в Южной Каролине компанией South Carolina Electric & Gas (SCE&G, подразделение SCANA) и Управлением государственной службы Южной Каролины (известным как Santee Cooper). Это был крупнейший бизнес-провал в истории Южной Каролины. До своего завершения проект считался предвестником «национального ядерного возрождения». Совместно владея АЭС, две коммунальные компании с 2008 по 2017 год совместно инвестировали 9 миллиардов долларов в строительство двух ядерных реакторов в округе Фэрфилд, Южная Каролина. Коммунальные предприятия смогли профинансировать проект, переложив риск на своих клиентов, используя закон штата, который позволял коммунальным предприятиям повышать тарифы на электроэнергию для потребителей с целью оплаты строительства атомной станции.
В 2008 году предприятия заключили контракт с Westinghouse на строительство двух новейших ядерных реакторов AP1000 с ориентировочной стоимостью 9,8 миллиарда долларов. Проект AP1000 был уникален своей модульной конструкцией, поскольку в ней использовались предварительно изготовленные блоки, которые собирались воедино на строительной площадке. 
Постройка реакторов началась в 2013 году, однако с 2014 по 2017 год произошли многочисленные задержки из-за производственных ошибок и некомпетентности подрядчиков и в 2017 году сметная стоимость строительства выросла до 25 миллиардов долларов. Компания Westinghouse (которая кроме того, понесла потери при строительстве двух энергоблоков на АЭС Вогтль) в марте 2017 инициировала процедуру банкротства. Несколько месяцев спустя от проекта отказались оба заказчика — «Санти Купер» и SCANA (материнская компания SCE&G). Несмотря на прекращение проекта, налогоплательщики продолжают платить повышенные тарифы.
Экономические потери и последующее возмущение общественности коренным образом изменили будущее обеих коммунальных служб. Общая стоимость, уплаченная обоими коммунальными предприятиями в рамках судебных расчётов с налогоплательщиками и акционерами, превысила миллиард долларов. Акции SCANA, единственной компании из списка Fortune 500, базирующейся в Южной Каролине, резко упали, из-за чего SCANA и SCE&G в 2019 году были поглощены компанией Dominion Energy. 
До пандемии COVID-19 самым большим вопросом, который обсуждался на Генеральной Ассамблее Южной Каролины, был вопрос о приватизации Санти Купер. В 2021 году Генеральная Ассамблея в конечном итоге решила вместо этого реформировать организацию. Santee Cooper предполагалось оставить в собственности государства, однако его правление должно было смениться.
В результате Nukegate два руководителя SCANA, генеральный директор Кевин Марш и вице-президент Стивен Бирн, признали себя виновными в мошенничестве, после того, как прокуратура США предъявила им обвинения в этом преступлении. Их преступления были связаны с попытками скрыть задержки строительства от акционеров и регулирующих органов. Строительство двух блоков необходимо было завершить к 2020 году, чтобы получить более 2 миллиардов долларов в виде федеральных налоговых льгот (жизнеспособность проекта зависела от получения налоговых льгот). Оба фигуранта признали, что были осведомлены о невозможности завершения проекта в срок, однако скрывали эту информацию от регулирующих органов и акционеров, чтобы получить налоговые льготы. Оба фигуранта также были обвинены Комиссией по ценным бумагам и биржам США в мошенничестве с ценными бумагами. 7 октября 2021 года Марш был приговорён к двум годам лишения свободы, а Бирн 8 марта 2023 — к пятнадцати месяцам тюремного заключения. По состоянию на март 2023 года двум руководителям Westinghouse также были предъявлены обвинения в совершении преступлений. Руководители Санти Купер избежали обвинения в каких-либо преступлениях из-за ограниченного участия компании в проекте.

## Строительство

### Проблемная конструкция
В мае 2008 года SCE&G (дочерняя компания SCANA) и Santee Cooper объявили о подписании с Westinghouse контракта на проектирование, поставку и строительство двух ядерных реакторов AP1000. Генеральный директор Santee Cooper назвал прогнозируемый экономический рост штата определяющим фактором для увеличения энергетических мощностей коммунального предприятия. Обе коммунальные компании были партнёрами в проекте (SCE&G владели 55 процентами, Santee Cooper — 45 процентами) и разделяли эксплуатационные расходы. Два реактора, стоимость которых оценивалась в 9,8 миллиарда долларов, должны были стать первыми реакторами, построенными в Соединенных Штатах после тридцатилетнего перерыва и тем самым положить начало ренессансу ядерных технологий в США.
Конструкция AP1000 считалась новаторской из-за ее упрощенной конструкции и использования сборных частей ядерного реактора, что позволяло монтировать станцию путём стыковки отдельных модулей. Строительство блоков началось в 2013 году после того, как проект был одобрен Комиссией по ядерному регулированию. Однако у подрядчиков не было необходимого опыта, поскольку атомная энергетика США в течение последних тридцати лет находилась в состоянии упадка. Это привело к нехватке адекватных цепочек поставок. В конечном итоге Westinghouse пришлось самой взять на себя строительство блоков, для чего компания не имела достаточных компетенций.
Управление строительством Westinghouse оказалось катастрофическим. На строительной площадке было задействовано пять тысяч рабочих, которые построили два новых бетонных завода для непрерывной заливки бетона, а также семиэтажное здание для сборки структурных модулей. Но на площадке отсутствовал полностью интегрированный график строительства, а доставленные на площадку сборные детали ядерного реактора были изготовлены неправильно, что привело к значительным задержкам. В 2008 году первоначальная смета расходов на расширение составляла 9,8 миллиарда долларов, но к 2017 году она выросла до 25 миллиардов долларов.
В процессе строительства Westinghouse и другие подрядчики нарушили закон штата, разрешив нелицензированным рабочим делать копии механических и электрических чертежей без подписи профессионального инженера. SCANA получила служебную записку от заместителя советника Westinghouse, в которой говорилось, что подрядчики не обязаны соблюдать законы Южной Каролины, поскольку федеральная лицензия компании имеет приоритет над требованиями штата. Руководители Santee Cooper утверждают, что им ничего не известно о меморандуме Westinghouse. Законность этого меморандума под вопросом. Тем не менее, чертежи часто были ошибочными, что приводило к задержкам, неправильной деталировке, тысячам инженерных изменений и миллиардам долларов потраченных впустую денег».

### Аудит 2015 года
В 2015 году «Санти Купер» и SCE&G наняли компанию Bechtel для аудита проекта. В проекте аудита Bechtel говорилось, что ядерные реакторы не будут завершены вовремя, поэтому заказчики не смогут получить 2 миллиарда долларов в виде федеральных налоговых льгот, на которые полагался проект. Однако в окончательном отчете Bechtel, опубликованном в феврале 2016 года, предыдущий вывод был исключен из аудита по просьбе юриста, работающего в обеих компаниях. Полагая, что реакторы будут претендовать на налоговые льготы, Государственная комиссия по коммунальным услугам одобрила увеличение на 800 миллионов долларов бюджета проекта, а также фиксированной цены контракта с Westinghouse.

### Банкротство Westinghouse и крах проекта

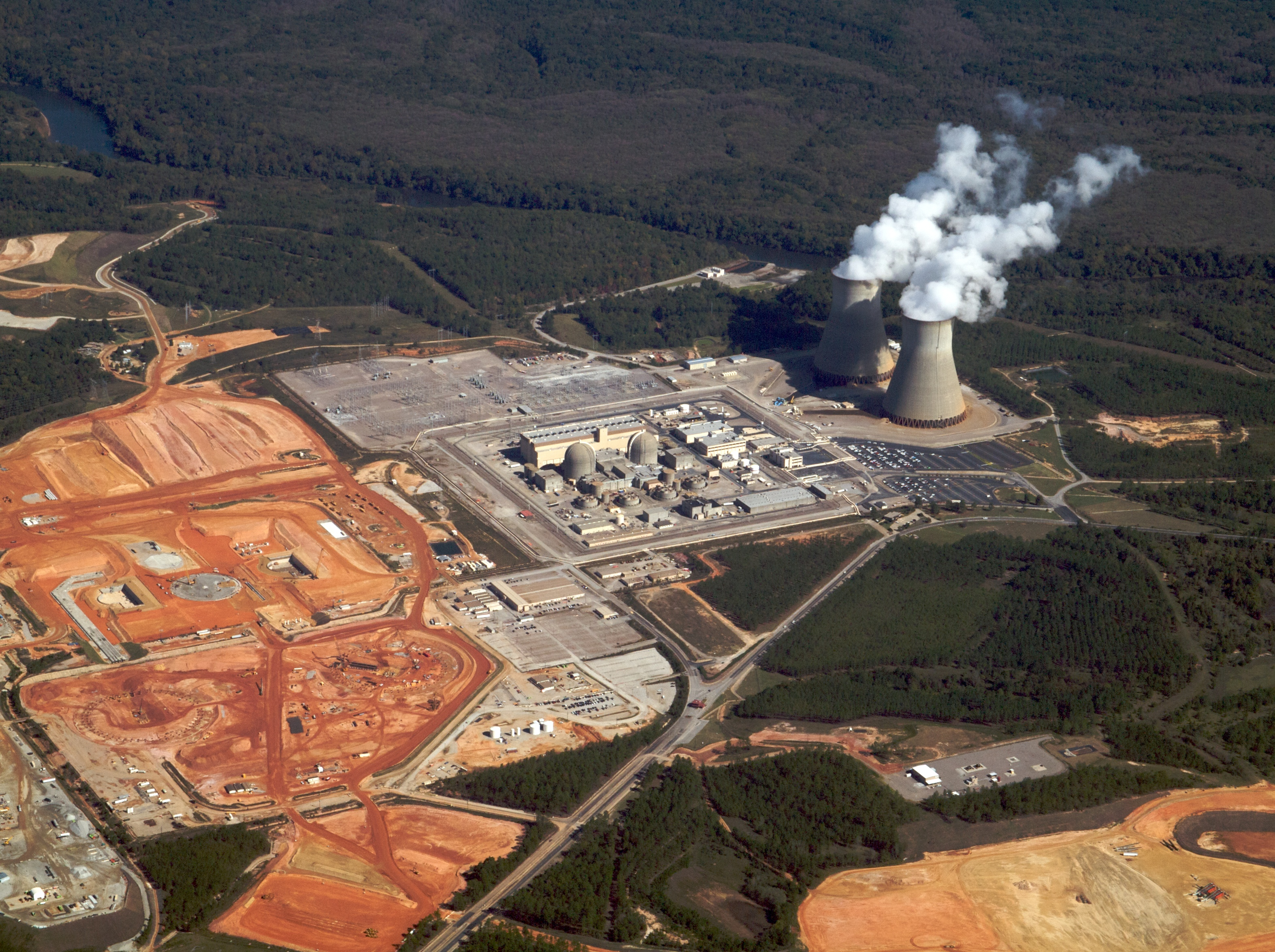
Строительство двух блоков AP1000 на электростанции Vogtle в Джорджии также столкнулось с перерасходом средств и задержками

31 марта 2017 года Westinghouse подала заявление о банкротстве согласно части 11 из-за расходов, понесенных как в связи с расширением АЭС «Саммер», а также строительством двух дополнительных реакторов на АЭС «Вогтль» в округе Берк, штат Джорджия. Банкротство было расценено как огромный удар по ядерной энергетике. В то время строительство обоих блоков было завершено только на 30 процентов, но большинство составных частей реактора были уже смонтированы. «Санти Купер» решил остановить строительство вопреки желанию SCANA. Коммунальные предприятия объявили, что остановка строительства частично связана с изменениями в энергетической отрасли, вызванными более энергоэффективными технологиями и бумом природного газа.
В июле 2017 года компании объявили о заключении соглашения с Toshiba, материнской компанией Westinghouse, об освобождении Westinghouse от предыдущих обязательств на сумму 2,2 миллиарда долларов. Кроме того, в 2020 году «Санти Купер» и Westinghouse объявили о заключении отдельного соглашения о продаже оставшихся частей реактора и разделе прибыли.
На момент закрытия SCE&G и Santee Cooper вложили в проект 9 миллиардов долларов. Объявление заставило акции SCANA пошатнуться. Проект стал известен как крупнейший провал бизнеса в истории штата.. Последующее федеральное расследование провала привело к тому, что дело получило неофициальное название «Nukegate». Это сложное наименование состоит из двух частей: «Nuke» (от «nuclear» — ядерный) и «gate» — часто употребляемый в США постфикс, который происходит от вашингтонского отеля «Уотергейт» ставшего в 1972 году ареной политического скандала, в результате которого подал в отставку Ричард Никсон.

## Закон о пересмотре базовой нагрузки
Неудача стала возможной из-за Закона о пересмотре базовой нагрузки, который был принят Генеральной Ассамблеей Южной Каролины в апреле 2007 года. Закон упростил электроэнергетическим компаниям взимание платы с налогоплательщиков за строительство ядерных реакторов. Законопроект, инициированный сенатором штата Гленном МакКоннеллом, по существу позволил коммунальным предприятиям переложить риск строительства на налогоплательщиков. Коммунальные предприятия могут подать запрос в Комиссию по коммунальным услугам о повышении тарифов на строительство станции. Если комиссия находит заявку «благоразумной», она издаёт приказ о разработке проекта, позволяющий коммунальному предприятию повысить ставки. Однако закон не определял, что было «благоразумным», а что нет. Критики закона утверждали, что «любое управленческое решение коммунального предприятия, влияющее на стоимость и график проекта», по сути, должно быть «расценено Комиссией по коммунальным услугам как благоразумное, если оно способствует завершению проекта», что приводит к «перерасходу средств и задержке графика, которые становятся естественным непреднамеренным следствием» этого закона.
Губернатор Марк Сэнфорд отказался подписать законопроект, но после пятидневного моратория 3 мая 2007 г. законопроект стал законом. Позже начальник штаба Сэнфорда сказал, что Закон о пересмотре базовой нагрузки «был, вероятно, самым ярким случаем, когда Сэнфорд был заинтересован в законе и использовал всю свою власть и влияние для его принятия. С момента создания проекта до его принятия законотворческий процесс законопроекта был удивительно быстрым.
С 2008 по 2016 год SCE&G запросила и получила девять повышений тарифов на коммунальные услуги для оплаты расширения ядерной энергосистемы. В связи с этими повышениями к 2017 году клиенты SCE&G заплатили дополнительно 1,4 миллиарда долларов. Типичный потребитель SCE&G платил дополнительно 27 долларов, а типичный потребитель Santee Cooper — 6,5 долларов. К 2018 году цены на коммунальные услуги в Южной Каролине были одними из самых высоких в стране. Повышать тарифы в этом штате проще, чем в других штатах, потому что в 2004 году Генеральная ассамблея избавилась от государственного защитника прав потребителей.
9 мая 2018 г. Сенат Южной Каролины единогласно отменил закон. В июне 2018 года Генеральная ассамблея отменила вето губернатора Генри Макмастера на отмену.

## Юридические последствия

### Судебные иски заинтересованных сторон
Обе коммунальные компании урегулировали судебные иски, возникшие в результате неудачи проекта. Адвокаты, представляющие налогоплательщиков и акционеров SCE&G, отсудили у коммунальных предприятий 392,5 миллиона долларов (200 миллионов долларов клиентам и 192,5 миллиона долларов акционерам). Santee Cooper выплатила клиентам и местными электроэнергетическими кооперативами 520 миллионов долларов. В декабре 2020 года коммунальные предприятия рассчитались с инвесторами, купившими у них облигации на 2 миллиона долларов.
В 2020 году судья отменил попытку города Гуз-Крик аннексировать, а затем взять на себя электроснабжение местного алюминиевого завода. Судья заявил, что это нарушило закон штата, предоставляющий Санти Купер эксклюзивные услуги на территории алюминиевого завода. Комментаторы и законодатели назвали скандал с Nukegate причиной, по которой городским коммунальным службам должно быть разрешено поставлять электроэнергию для алюминиевого завода.

### Иск Комиссии по ценным бумагам и биржам
В марте 2020 года Комиссия по ценным бумагам и биржам США подала в суд на SCANA, SCE&G, Кевина Марша (в то время генерального директора SCANA) и Стива Бирна (бывшего вице-президента SCANA) за неоднократный обман инвесторов. В жалобе утверждалось, что стороны ввели инвесторов в заблуждение, заявив, что проект будет претендовать на получение более 1 миллиарда долларов в виде федеральных налоговых льгот. 2 декабря 2020 года SEC объявила, что SCANA и SCE&G согласились урегулировать иски против них на сумму 112,5 млн долларов в виде сборов за изъятие, а также штраф в размере 25 млн долларов, который должен выплатить SCANA (теперь Dominion Energy). Судебный процесс против Марша и Бирна продолжается.

### SCANA
Федеральная прокуратура расследовала дело АЭС «Саммер» с 2017 по 2020 год. В июле 2020 года Бирн признался в участии в заговоре с целью сокрытия компрометирующей информации от регулирующих органов, а также общественности и, следовательно, в обмане клиентов SCE&G. 24 ноября 2020 года Марш объявил, что также признает себя виновным по федеральным обвинениям в мошенничестве. В декабре 2020 года Марш также признал себя виновным по дополнительному третьему обвинению: сговор с целью совершения мошенничества с использованием электронных средств связи и почты. Оба фигуранта признались, что знали, что проект не будет претендовать на получение важных федеральных налоговых льгот с крайним сроком в 2020 году, но скрывали эту информацию от акционеров.
Оба фигуранты также признали, что предоставляли ложную информацию в «звонках, презентациях и пресс-релизах», чтобы принести пользу SCANA. В 2015 году им стало известно, что завершено только 8% работ, и поэтому АЭС «Саммер» вряд ли сможет претендовать на крайне необходимые федеральные налоговые льготы, крайний срок которых истекает в 2020 году. Никто из них не поделился этой информацией с акционерами или государственными регулирующими органами. Кроме того, Бирн и Марш уверяли, что в отчёте Bechtel, отправленном Санти Купер, не было компрометирующей информации.
SEC обвинила Бирна и Марша в мошенничестве с ценными бумагами. В жалобе утверждается, что:

[Marsh and Byrne] claimed the project was on track even though they knew it was far behind schedule. This could make it unlikely to qualify for the tax credits. A SCANA executive said that officers of the company "flew around the country showing the same . . . construction pictures from different angles and played our fiddles" while the project itself "was going up in flames." SCANA abandoned the project in mid-2017 with neither nuclear unit completed. The false statements and omissions enabled SCANA to boost its stock price, sell more than $1 billion in bonds, and obtain regulatory approval to raise customers' rates.
Марш 7 октября 2021 года был приговорён к двум годам лишения свободы в федеральной тюрьме по обвинению в сговоре с целью совершения мошенничества с использованием почты и электронных средств связи.11 октября 2021 года он начал отбывать двухлетний срок заключения штата в рамках сделки о признании вины. Бирн 8 марта 2023 г. был приговорён к пятнадцати месяцам тюремного заключения.

### Вестингауз
10 июня 2021 года бывший вице-президент Westinghouse Карл Черчман признал себя виновным во лжи федеральным следователям. Ложь заключалась в том, что Черчман не имел никакого отношения к передаче ложных прогнозов о завершении работ руководству SCANA. Ему грозит до пяти лет лишения свободы. Помощник прокурора США Уинстон Холидей заявил, что Черчман был ключевым свидетелем в продолжающемся расследовании. В августе 2021 года другому бывшему руководителю Westinghouse, Джеффри А. Бенджамину, было предъявлено обвинение в мошенничестве и заговоре.

## Последствия для SCANA и Santee Cooper

### Слияние SCANA-Dominion
SCANA столкнулась с жесткой критикой после неудачи расширения АЭС «Саммер». Компанию критиковали за то, что в ее совете не было людей с опытом работы в атомной энергетике. Само правление подверглось дальнейшей критике либо за игнорирование финансового надзора за проектом или надзора за некомпетентным управлением проектом. Было установлено, что на протяжении большей части существования проекта руководители SCANA знали, что жизнеспособность проекта находится под угрозой. Но у компании не было необходимого контроля над проектом.
В 2018 году Dominion Energy подала заявку на покупку SCANA и SCE&G. Компания предлагала и рекламировала возмещение клиентам в размере 1000 долларов. Однако законодатели поняли, что Доминион хотел затем вернуть эти деньги за счёт более высоких ставок в течение следующего десятилетия. В декабре 2019 года Dominion Energy приобрела SCANA и SCE&G в соответствии с обновлённым предложением, где единовременные выплаты в размере 1000 долларов были заменены более низкими ставками для клиентов. Клиенты продолжат платить дополнительные 2,3 миллиарда долларов, чтобы покрыть расходы на расширение в течение следующих двух десятилетий.
В 2021 году Dominion Energy рассчиталась с налоговым органом штата по неуплаченным налогам в связи с незавершённым ядерным проектом на сумму 165 миллионов долларов. В рамках этого урегулирования государство и Dominion Energy договорились, что Dominion возместит примерно треть неуплаченных налогов, передав более 2900 акров (11,7 кв. км) земли, которые в конечном итоге станут шестью новыми государственными парками.

### Судьба Санти Купер
2019-2020
Вслед за неудачей проекта расширения АЭС «Саммер» основной вопрос, стоявший перед Генеральной ассамблеей Южной Каролины с 2018 г. до пандемии COVID-19 в 2020 г., заключался в том, продать Санти Купер или реформировать её руководство. Губернатор Макмастер поддерживает продажу предприятия. Он назвал Санти Купер «мошенническим агентством» из-за его независимости и финансовых проблем. Однако долг предприятия, составляющий 7 миллиардов долларов, усложнил продажу. В конце сессии 2020 года законодательный орган принял закон, запрещающий Санти Купер «заключать соглашения, которые могут затруднить для Генеральной Ассамблеи продажу государственной коммунальной службы» в 2021 году. В ноябре 2020 года Хью Лезерман, председатель финансового комитета сената, призвал председателя Santee Cooper уйти в отставку после того, как коммунальное предприятие заключило долговую сделку на 638 миллионов долларов. Лезерман заявил, что сделка, возможно, нарушила закон штата. По крайней мере с 2017 года по апрель 2021 года правление Santee Cooper не имело постоянного председателя.
Несколько компаний подали заявки на покупку коммунального предприятия, и в феврале 2020 года Административный департамент Южной Каролины выбрал NextEra Energy of Florida в качестве рекомендованного участника торгов. Однако Санти Купер представила генеральной ассамблее отдельный план по экономии налогоплательщикам 2,3 миллиарда долларов в течение следующих двадцати лет за счет перехода от угольных электростанций к возобновляемым источникам энергии. Коммунальное предприятие также выступало за реформу своего правления, чтобы привлечь больше специалистов, а также за более открытый процесс установления тарифов и строительства.
Хью Лезерман заявил, что без «значительной реформы, включающей новый совет директоров и усиленный надзор», единственным вариантом было лишить государство права собственности. Потребители Santee Cooper будут продолжать платить дополнительные 5% за  электроэнергию в течение следующих двенадцати лет, чтобы погасить долг коммунального предприятия.
2021
Будущее Санти Купер было приоритетом законодательной сессии 2021 года. В первую неделю сессии 2021 года комитет Палаты представителей по путям и средствам принял законопроект о создании комитета, состоящего из членов Генеральной Ассамблеи, для пересмотра продажи Санти Купер. Законопроект, который затем будет рассмотрен всей палатой, также включает «поправку, которая упразднит NextEra как предпочтительного покупателя» и «положение о реформировании Санти Купер». Со стороны Сената на Генеральной Ассамблее Судебный комитет Сената, обеспокоенный поведением NextEra в рамках отдельной сделки во Флориде, в начале января 2021 года запросил у коммунального предприятия дополнительную информацию о ее заявке  Однако NextEra отказалась встретиться с комитетом.
22 апреля 2021 года Сенат Южной Каролины подавляющим большинством голосов проголосовал за законопроект, который реформирует Санти Купер. В законопроекте оговорены сроки замены каждого члена правления Santee Cooper, правила, предусматривающие проверку и надзор за предприятием, а также запрет на практику предоставления руководителям крупных выходных пособий. В мае 2021 года NextEra отозвала предложение о покупке Santee Cooper. В июне 2021 года Генеральная Ассамблея собралась на специальную сессию, чтобы согласовать два предложения по реформе от обеих палат Генеральной Ассамблеи. 8 июня был подписан закон о реформе, в основном состоящий из предложений Сената. Santee Cooper останется в собственности государства. Кроме того, потребители будут иметь большее влияние на формирование ставок, а Санти Купер будет иметь большую ответственность перед законодателями штата.

## Политические разветвления
Большинство законодателей штата, которые работали в Генеральной ассамблее на момент принятия Закона о пересмотре базовой нагрузки, ушли со своих постов. Тем не менее, некоторые пришедшие им на замену члены законодательного собрания штата столкнулись с критикой, связанной с АЭС «Саммер». Наблюдатели считают, что связь сенатора штата Люка Рэнкина с Санти Купер привела к тому, что в 2020 году у него возникли сложности в первом туре выборов. Рэнкин был вынужден участвовать во втором туре, который в конечном итоге выиграл. Кроме того, с критикой касательно будущего Санти Купер столкнулся губернатор Макмастер.
Лига охраны прибрежных районов раскритиковала подход Генеральной Ассамблеи, ориентированный на потребителя, при рассмотрении будущего Санти Купер. Организация заявила, что законодательный орган не смог оценить потенциальные последствия для климата, которые могут быть вызваны различными предложениями.

## Внешние источники
- Закон о пересмотре базовой нагрузки
- Увеличение кумулятивной ставки в Законе о пересмотре базовой нагрузки
- Закон об отмене закона о пересмотре базовой нагрузки
- Свидетельские показания Кевина Марша перед NRC в 2008 г.